# Jessica Balogun
Jessica Balogun (* 20. Februar 1989 in Ibadan, Nigeria) ist eine deutsche Boxerin.
Ein halbes Jahr nach ihrer Geburt kam Jessica Balogun mit ihrer Mutter nach Stuttgart. Sie besitzt die deutsche Staatsbürgerschaft. Im Jahre 2003 zog sie nach Aachen. Durch einen Mitschüler während ihrer Aachener Schulzeit fand sie erste Kontakte zum jungen Box-Verein MTK Boxen Aachen.

## Amateurin
Jessica Balogun trat im Sommer 2005 dem MTK Boxen Aachen bei und entpuppte sich als Naturtalent. In ihrem ersten Wertungskampf, am 1. April 2006, holte sie sich mit einem K.-o.-Sieg in Runde eins die Westdeutsche Meisterschaft. Bereits sechs Monate später boxte sie bei den 4. Internationalen deutschen Frauenbox-Meisterschaften in Herrischried/Südbaden und erkämpfte sich den Titel der Internationalen Deutschen Meisterin durch einen Aufgabesieg in Runde zwei. Sie schrieb damit Aachener Sportgeschichte: Sie ist die erste Box-Meisterin der alten Kaiserstadt.
Im November 2006 gewann Balogun das Internationale Frauenbox-Turnier, Baden Open, durch zwei Erstrunden-K.O.-Siege. Für beide Kämpfe zusammen benötigte sie weniger als eine Minute. Die von ihrem Verein, MTK Boxen Aachen, 2002 ins Leben gerufene „Offene Aachener Stadtmeisterschaft“ brachte ihr den vierten Titel im Jahre 2006. Diesmal bezwang sie ihre Gegnerin in der dritten Runde durch K. o.

## Erfolge als Amateurin
- Gewinn der Westdeutschen Meisterschaft, 1. April 2006
- Gewinn der Deutschen Meisterschaft bei den 4. Internationalen Deutschen Frauen-Box-Meisterschaften in Herrischried/Südbaden, September 2006
- Gewinnerin des Turniers Baden Open, November 2006
- Mehrfache Gewinnerin der Offenen Aachener Stadt-Meisterschaften

## Profikarriere

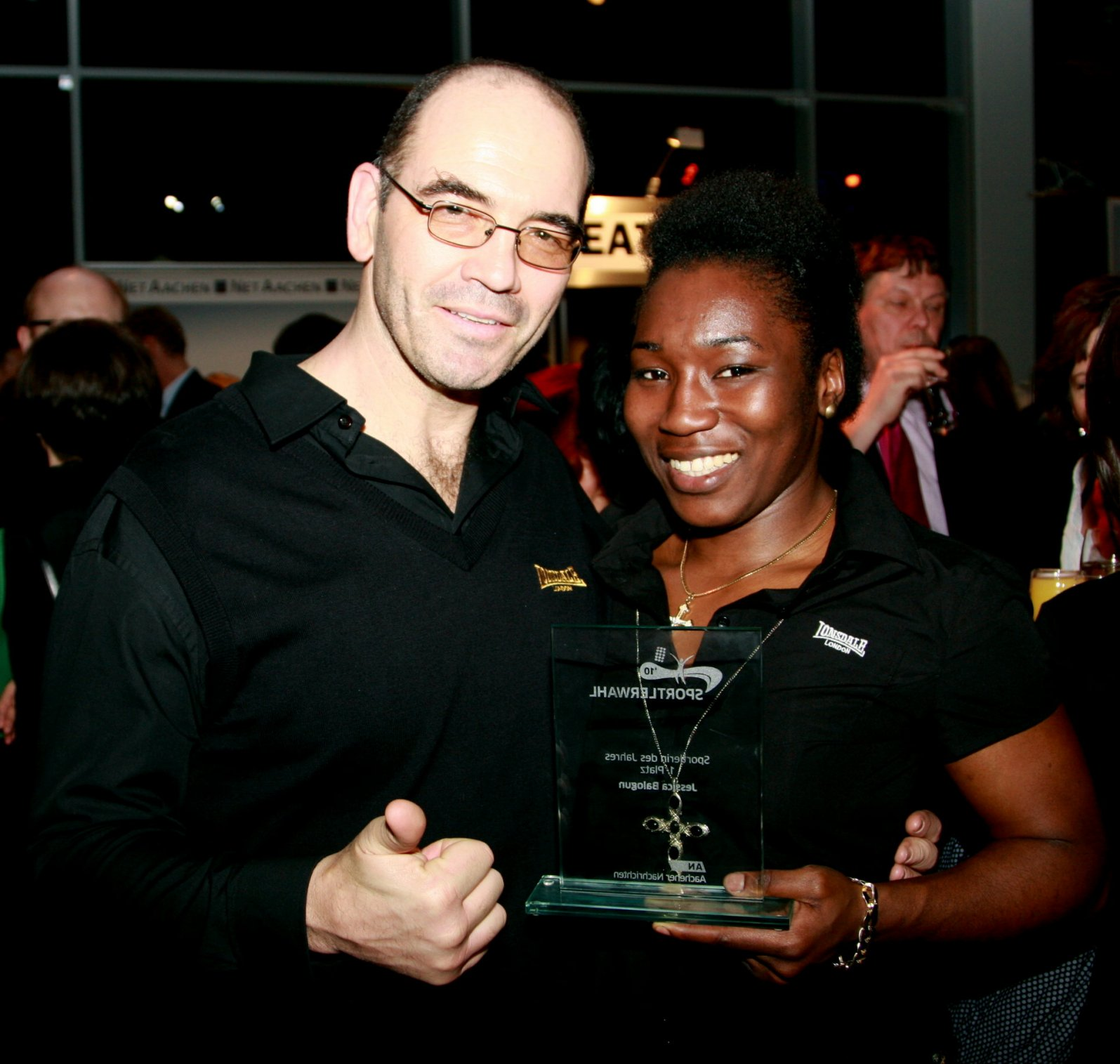
Preisverleihung Sportlerin des Jahres 2010

Mit Beginn des Jahres 2008 wechselte Balogun ins Lager der Profis. Hier unterschrieb sie einen Trainer- und Managervertrag bei ihrem Entdecker, dem Aachener Trainer und Manager Mario Guedes. Bereits am 23. Februar 2008 bestritt sie ihren ersten Profikampf und kämpfte sich durch fünf Siege in Folge in der Rangliste nach oben. Am 7. Juni 2008 erkämpfte sich Balogun im Hauptkampf der 6. Hattersheimer Boxnacht gegen die bis dahin ungeschlagene Europameisterin Anja Henning den Weltmeister- und Europameistertitel im Super-Weltergewicht nach Version des World Fight Club (WFC). Balogun rückte mit diesem Sieg in einer unabhängigen Computer-Weltrangliste auf Nr. 5 vor. Am 24. Januar 2009 bestritt Balogun ihren 11. Profi-Boxkampf und erkämpfte sich ihren zweiten WM-Titel. In Port au Prince, der Hauptstadt Haitis, gewann sie zudem die Weltmeisterschaft im Junior-Weltergewicht (-64,86 kg) der GBU. Sie schlug dabei ihre Gegnerin Evelina Diaz (Dominikanische Republik) in der 5. Runde k. o. In der Zwischenzeit, am 29. November 2008, verteidigte sie in Aachen ihren WFC-WM-Titel im Super-Weltergewicht gegen Tatjana Dieckmann, durch K. o. in Runde 4. Nach dem GBU-WM-Sieg auf Haiti verteidigte Sugar J Jessica Balogun den Titel im Junior-Weltergewicht erfolgreich gegen Daniela David aus Rumänien.
In ihrem 13. Berufs-Boxkampf boxte sie am 5. September 2009 gegen Olga Bojare aus Lettland um den vakanten WFC-WM-Titel im Weltergewicht (bis 66,67 kg). Sie gewann souverän mit 100–90 nach Punkten. Den WFC-Titel im Weltergewicht verteidigte sie dann nacheinander gegen Eva Halasi (Serbien, 21. November 2009), nochmals Olga Bojare (13. März 2010), Angel McKenzie (UK, 4. Juni 2010) und Marija Pejakovic (Serbien, 1. Juli 2010). Am 20. November 2010 gewann Balogun auch den WM-Titel der WIBA im Weltergewicht gegen die Spanierin Loli Munoz. Ebenfalls im Weltergewicht gewann sie gegen die Rumänin Floarea Lihet am 3. Dezember 2011 den WM-Titel der GBU.
Am 2. Juni 2012 stand für Jessica Balogun in Herning/Dänemark ihr 24. Profibox-Kampf an. Gegnerin war die von Sauerland Events Berlin gemanagte Norwegerin Cecilia Braekhus, Inhaberin der Weltmeistergürtel von WBA, WBC und WBO. Balogun verlor nach zehn Runden. Ebenso verlor sie im März 2014 in Magdeburg gegen Christina Hammer. Dagegen konnte sie wenige Monate später am 26. April 2014 in Stolberg gegen Edita Lesnik aus Bosnien-Herzegowina den Weltmeistergürtel im Super-Weltergewicht nach Version des WFC verteidigen. Anschließend musste sich Balogun am 7. Juni 2014 in Schwerin erneut der Norwegerin Braekhus geschlagen geben.
Im März 2010 wurde Jessica Balogun mit weitem Vorsprung zur „Sportlerin des Jahres 2009“ der Region Aachen gewählt, einen Erfolg, den sie im Jahre 2011 wiederholen konnte.

## Erfolge als Profi
- 7. Juni 2008; WFC-Europameisterin im Super-Weltergewicht (female)
- 7. Juni 2008: WFC-Weltmeisterin im Super-Weltergewicht – 69,85 kg (female)
- 24. Januar 2009: GBU-Weltmeisterin im Junior-Weltergewicht – 64,86 kg (female)
- 5. September 2009: WFC-Weltmeisterin im Weltergewicht – 66,67 kg (female)
- 20. November 2010: WIBA-Weltmeisterin im Weltergewicht – 66,67 kg (female)
- 3. Dezember 2011: GBU-Weltmeisterin im Weltergewicht – 66,67 kg (female)